# Iseppo da Porto

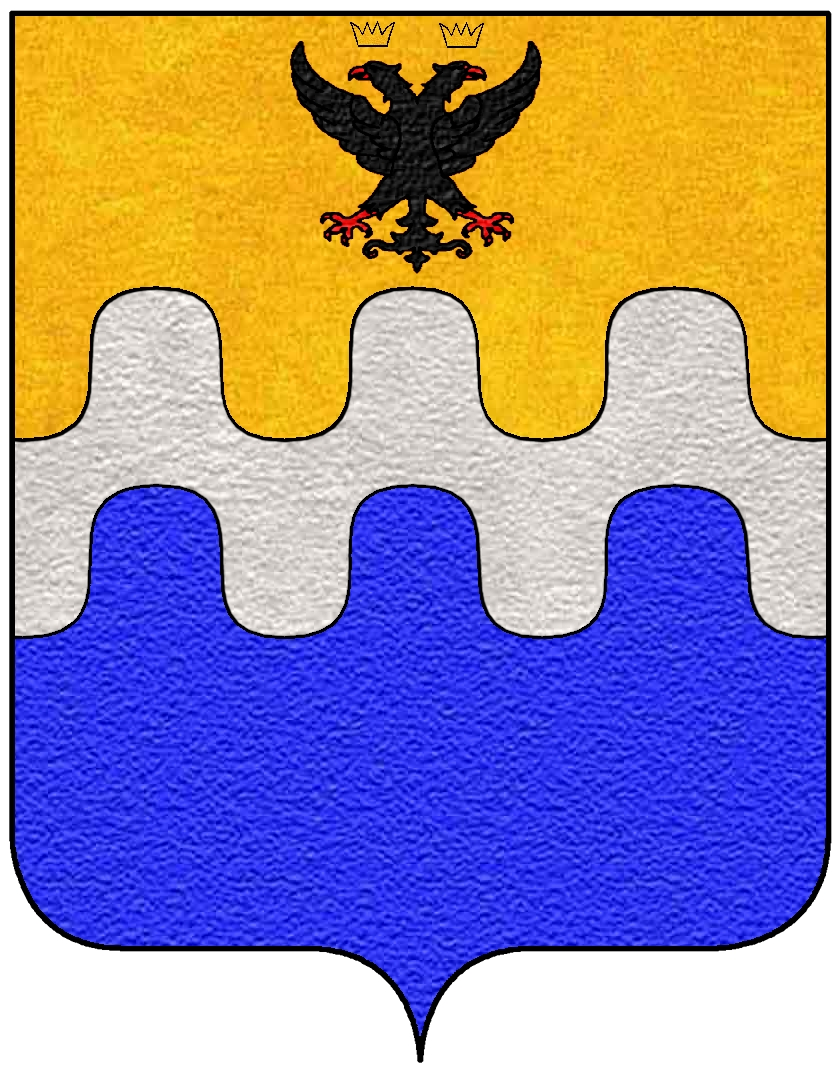
Stemma della famiglia Porto

Iseppo (Giuseppe) da Porto (tra la fine del XV e l'inizio del XVI secolo – Vicenza, 8 novembre 1580) è stato un politico italiano.

## Biografia
Nacque da Girolamo e da Angela Barbaran, unico maschio, pare, di sei figli. I da Porto erano una nobile e illustre famiglia vicentina dalla quale provenivano importanti uomini di cultura, politici e d'arme. Della sua giovinezza non si sa pressoché nulla: impossibile collocare con precisione la data di nascita, né si conoscono i dettagli della sua formazione. La prima notizia relativa al da Porto è del 1532 quando, assieme ad altri ventisei membri della sua famiglia, Iseppo veniva creato conte palatino di Vivaro e Val Leogra, nonché cavaliere aurato da Carlo V d'Asburgo.
Fu una delle tante personalità vicentine attratte dalle novità religiose proposte dal luteranesimo che proprio in quegli anni si stava diffondendo anche nella Repubblica di Venezia. Fondamentale fu, in questo senso, il proselitismo di Pellegrino Morato che si servì della sua professione di pubblico insegnante per diffondere le idee del calvinismo, stimolando peraltro un vivace dibattito in seno all'aristocrazia della città. Numerosi rampolli di buona famiglia (da Porto, Verlato, Thiene, Trissino) decisero di aderire all'eresia della Riforma, favoriti da una solida rete di protezioni che permetteva loro di agire persino alla luce del sole. Si suppone, quindi, che in questo periodo (1535-45) anche Iseppo Da Porto avesse sposato questa scelta.
Nel 1545-48, tuttavia, l'attività ereticale subì un primo arresto. In quegli anni, infatti, i rettori di Vicenza aprirono un'inchiesta da cui scaturì un primo processo a carico dei calvinisti. Probabilmente, la Serenissima aveva accolto gli appelli di papa Paolo III che nella riforma religiosa vedeva anche degli spunti di ribellione politica. Nel maggio del 1547 vennero effettuati i primi fermi; come risulta dalla confessione di Bartolomeo Del Bello, anabattista di Arzignano, tra i dieci o undici arrestati compare anche Iseppo Da Porto.
Non si conosce l'esito del processo, ma negli anni successivi la diffusione della Riforma conobbe un rinnovato vigore. Da Porto, comunque, non ne uscì danneggiato, anzi, negli anni successivi risulta attivo nella vita pubblica e culturale di Vicenza, ottenendo importanti incarichi politici. Dal 1555 al 1576 fu più volte riconfermato nel ruolo di consul laicus, uno degli otto che, con i quattro consoli giudici, il podestà e il giudice del Malefizio, avevano il compito di sentenziare sulle cause criminali. Tra il 1561 e il 1577 venne nominato per sei volte uno degli otto deputati "Ad Utilia" ("alle Cose utili"), la massima magistratura vicentina che riassumeva le funzioni governative. Nel 1572, inoltre, fu chiamato alla carica di conservatore del Monte di Pietà e nel 1573 fu nominato conservatore delle Leggi. Nel 1574, poi, fu eletto governatore dell'ospedale dei Proti. Nel 1577, nonostante l'età, era impegnato nella ricerca di fondi per affrontare la pestilenza che imperversava a Vicenza.
Ebbe anche alcuni incarichi di rappresentanza a Venezia: nel 1559 il Consiglio cittadino lo inviò nella capitale per manifestare le felicitazioni dei Vicentini per l'elezione del doge Girolamo Priuli; vi ritornò nel 1574 per chiedere di diminuire la pesante tassazione imposta per finanziare la guerra di Cipro; nel 1580 l'ultima missione, in difesa di una causa dei setaioli vicentini.
Oltre alla sua brillante carriera politica, Da Porto viene ricordato per la sua attività di arricchimento artistico di Vicenza. In stretto contatto con Andrea Palladio e Paolo Veronese, fu lui a commissionare, intorno al 1542, il noto palazzo Porto e, un trentennio più tardi, la mai completata Villa Porto a Molina di Malo, progettata da Palladio nel 1570. Nel 1556 Iseppo concorse alla fondazione dell'Accademia dei Costanti (nata in contrapposizione con l'Accademia Olimpica) e nel 1565 presiedette ai preparativi che Palladio allestì in occasione dell'ingresso del vescovo Matteo Priuli. Partecipò, inoltre, al finanziamento del celebre teatro Olimpico.

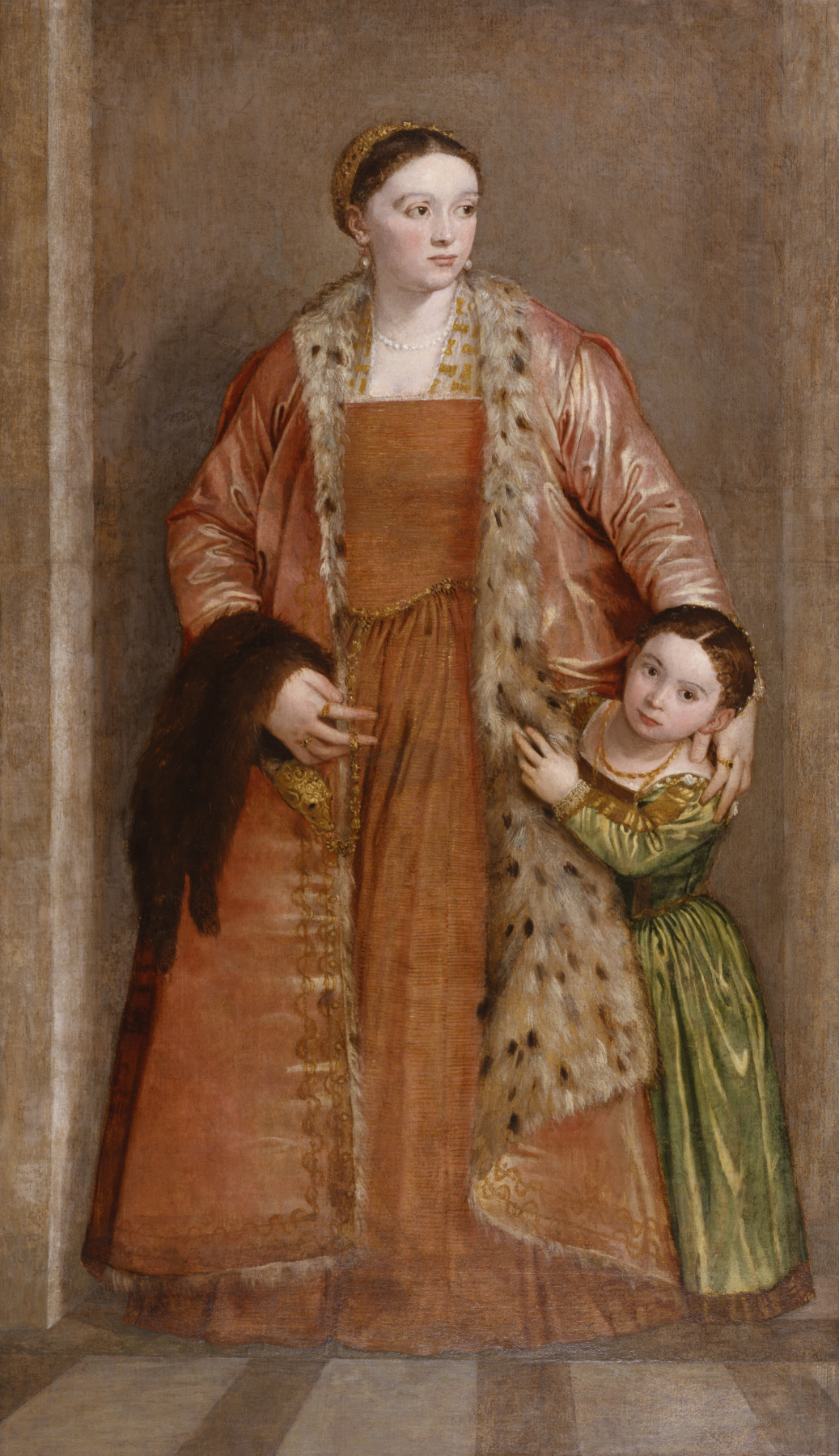
Paolo Veronese, Ritratto della contessa Livia da Porto Thiene con la figlia Deidamia

Nel 1545 sposò Livia Thiene, sorella di quell'Adriano Thiene che sarebbe poi stato arrestato con lui nel 1547. Ebbe due figli maschi (Adriano, il primogenito, e Leonida) e cinque femmine (Porzia, Dorotea, Vittoria, Lelia, Deidamia). Leonida nel 1571 fu chiamato a testimoniare nel processo contro il cognato Odoardo Thiene, nota personalità vicentina che aveva pure aderito alla riforma. In particolare, gli furono chieste informazioni sulla corrispondenza esistente tra il Thiene e suo padre, ma il procedimento non danneggiò particolarmente Iseppo. Nel 1568 quest'ultimo aveva ricevuto una denuncia da parte di Francesco Borroni, altro inquisito per eresia, ma pure in questo caso ne era uscito senza fastidi. Tutto questo, in ogni caso, fa supporre che da Porto continuasse a mantenere legami con gli ambienti protestanti.
Nel suo testamento, stilato il 5 novembre 1580, nominava suoi eredi i figli Adriano e Leonida e disponeva di essere sepolto nella chiesa di San Biagio; parte delle sue ricchezze finirono anche in beneficenza. Tra i testimoni presenti compare anche l'anabattista Iseppo Cingano, un ulteriore indizio sulla sua vera fede religiosa.